# Grundherrschaft Ziegelheim
Die Grundherrschaft Ziegelheim, in der Regel als Gericht Ziegelheim oder Dingstuhl Ziegelheim bezeichnet, war ein bis ins 19. Jahrhundert unter der Patrimonialgerichtsbarkeit der Herren von Schönburg stehender Verwaltungsbezirk unter kursächsischer Lehnsherrschaft. Die sieben ganz oder teilweise dazugehörigen Orte befinden sich heute im thüringischen Landkreis Altenburger Land. Kirchlich gehört das Gebiet aufgrund seiner früheren Zugehörigkeit zu Sachsen bis heute zur Evangelisch-Lutherischen Landeskirche Sachsens.

## Geographische Lage

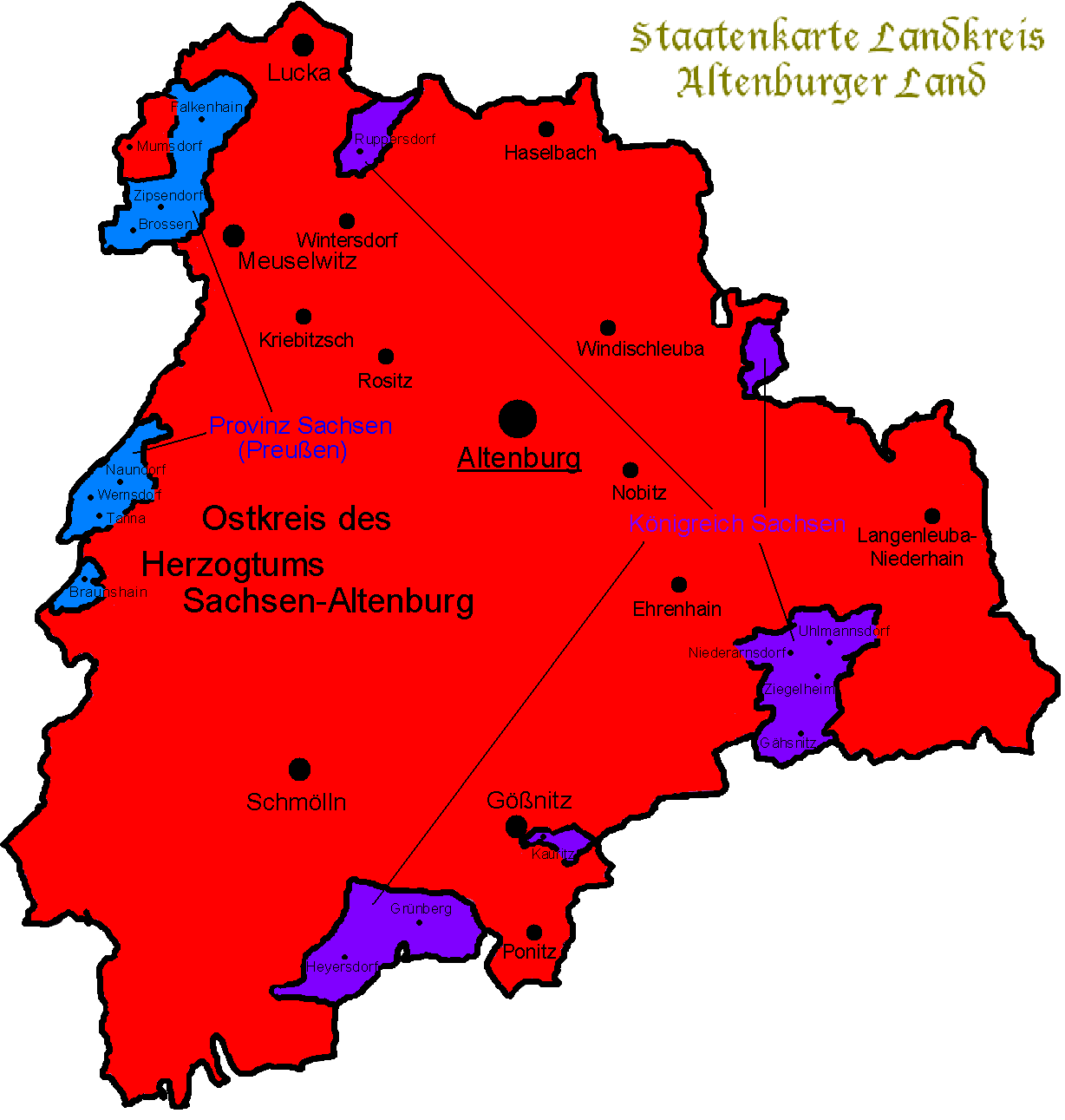
Staatenkarte des thüringischen Landkreises Altenburger Land, im Südosten violett das zu Sachsen gehörige Gebiet des Gerichts Ziegelheim

Das zusammenhängende Gebiet der ehemaligen Grundherrschaft Ziegelheim mit den Orten Ziegelheim mit Thiergarten, Uhlmannsdorf, Niederarnsdorf und Gähsnitz/Jesenitz und den territorial von ihm getrennten Exklaven der Ortsanteile von Frohnsdorf und Heiersdorf befindet sich im Süden des heutigen Landkreises Altenburger Land. Das bis 1952 zu Sachsen gehörige Gebiet, dessen Exklaven bereits 1928 an Thüringen vertauscht wurden, ragte keilförmig in das Altenburger Land hinein. Einzig im Süden beim Oberwieraer Ortsteil Harthau war es mit dem sächsischen bzw. schönburgischen Gebiet verbunden. Das einstige Territorium mit seinen Grenzen ist heute noch am Gebiet des evangelischen Pfarrbezirks Ziegelheim sichtbar, da dieser bis heute im Gegensatz zu den umliegenden thüringischen Orten zur Evangelisch-Lutherischen Landeskirche Sachsens gehört.
Das Kerngebiet des zusammenhängenden Gebiets der ehemaligen Grundherrschaft Ziegelheim reichte im Westen bis an die Ortsgrenze von Oberarnsdorf, im Norden fast bis an die Trasse der stillgelegten Bahnstrecke Altenburg–Langenleuba-Oberhain und im Nordosten bis an die Wiera. Im Osten war die Grenze zwischen Ziegelheim und Gähsnitz auf der sächsischen Seite bzw. Hinteruhlmannsdorf (heute Engertsdorf) und Heiersdorf auf der altenburgischen bzw. thüringischen Seite. In der Flur von Gähsnitz befanden sich zwei Exklaven, die mit zwei Gütern des Orts als „Jesenitz“ zum damals altenburgischen bzw. thüringischen Ort Röhrsdorf gehörten. Zwei sächsische Exklaven lagen hingegen wieder im altenburgischen bzw. thüringischen Gebiet.
Die Exklave Frohnsdorf bestand aus einem Gut und der Tongrube. Sie befand sich im Südosten des Orts zwischen Frohnsdorf im Westen und Flemmingen im Osten. Zur Exklave Heiersdorf (sächs. Anteil) gehörten ein Bauerngut westlich der Wiera und zwei unbewohnte Parzellen östlich der Wiera. In Gähsnitz/Jesenitz lag wiederum je eine sächsische Exklave im altenburgischen Gebiet östlich bzw. südlich des Orts, hingegen je eine altenburgische Enklave westlich und nördlich des Orts.
Das Gebiet des einstigen Gerichts Ziegelheim bildete mit Ausnahme des Frohnsdorfer Anteils und inklusive der historisch zu Thüringen gehörigen Orte Heiersdorf (thür. Anteil) und Hinteruhlmannsdorf (1950 in Engertsdorf umbenannt) bis 2018 die Gemeinde Ziegelheim im thüringischen Landkreis Altenburger Land. Seit dem 6. Juli 2018 gehört das Gebiet vollständig zur Gemeinde Nobitz im Landkreis Altenburger Land.

## Angrenzende Verwaltungseinheiten
Die Orte der Grundherrschaft Ziegelheim waren fast vollständig vom Kreisamt Altenburg des dem Herzogtums Sachsen-Altenburg umgeben. Einzig im Südwesten bei Gähsnitz grenzte das Gebiet an die schönburgische Herrschaft Remse, die jedoch als Lehnsherrschaft unter kursächsischer Oberhoheit stand.

## Geschichte

### Rittergut und Herren von Ziegelheim
Die Gründung von Ziegelheim und seiner ersten Kirche ist für den Zeitraum zwischen 1170 und 1200 anzunehmen. Die erste urkundliche Erwähnung von Ziegelheim erfolgte in einem Dokument in Waldenburg vom 23. März 1254. Dort wurde ein Hugo, plebanus de Cygilheim (Pfarrer von Ziegelheim) als Zeuge erwähnt. Dadurch wurden bereits in dieser frühen Zeit eine Kirche und ein Pfarrer in Ziegelheim nachgewiesen. Das Rittergut Ziegelheim und das Adelsgeschlecht „de Cigilheim“ wurden im Jahr 1261 als Herrensitz nachgewiesen. Die als Trockenbefestigung erbaute Burganlage befand sich nördlich des Kirchhofs. Nachdem in der Mitte des 14. Jahrhunderts das Adelsgeschlecht von Ziegelheim ausgestorben war, erfolgte im 15. Jahrhundert die Auflösung des Ritterguts. Der Burgturm wurde dadurch zum Kirchturm umgebaut. Christoph von Carlowitz erhielt am 19. April 1544 in Speyer die kaiserliche Genehmigung zur Wappenvereinigung mit dem des ausgestorbenen Adelsgeschlechts von Ziegelheim.

### Das Vorwerk Ziegelheim als Leibgedinge der Anna von Schönburg, geb. von Rieneck
Von weiterer Bedeutung für die Grundherrschaft Ziegelheim war das Vorwerk Ziegelheim, welches bereits im Jahr 1435 als Witwensitz und Leibgedinge erwähnt ist. Zu dieser Zeit ist Ziegelheim als wettinisch-sächsisches Lehen in den Händen der Herren von Schönburg. Die benachbarte reichsunmittelbare Herrschaft Waldenburg kam nach der Erbeinigung mit den Herren von Waldenburg im Jahr 1378 zu den Schönburgischen Herrschaften. Zum Vorwerk Ziegelheim gehörten die Orte Ziegelheim, Thiergarten, Niederarnsdorf und Uhlmannsdorf. Mit der Hochzeit von Ernst I. von Schönburg (um 1458–1489) und Anna von Rieneck (1458–1525) erhielt die Braut im Jahr 1480 das Vorwerk Ziegelheim mit den zugehörigen Dörfern als Leibgedinge. Nach dem Tod ihres Mannes im Jahr 1489 erhielt sie Ziegelheim als Vorwerk der Burg Waldenburg offiziell zum Witwensitz, welchen sie jedoch vermutlich nie bewohnt hat. Bis 1512 hatte sie die Regentschaft über die Schönburgischen Herrschaften Glauchau und Waldenburg inne. Die Regierungsgeschäfte hat sie in Vertretung ihrer Söhne noch bis 1518 getätigt.
Anna von Schönburg wurde in ihrer Kindheit in der Grafschaft Rieneck im heutigen Unterfranken streng katholisch erzogen. In die 45-jährige Zeit des Besitzes von Ziegelheim fällt der Bau der Marien-Wallfahrtskirche im Osten des Orts. Dieses zwischen 1507 und 1518 erbaute steinerne Gotteshaus ersetzte eine kleinere hölzerne Wallfahrtskirche an einer Pilgerroute, welche eine Marienstatue als Heiligtum enthielt. Anna von Schönburg verewigte sich in dem neuen Gebäude mit ihrem Familienwappen derer von Rieneck, den gestifteten Reliquien und der Kirchenausstattung. Zur Parochie Ziegelheim in der Superintendentur Waldenburg gehörten neben Ziegelheim auch die Orte Niederarnsdorf, Thiergarten, Uhlmannsdorf und ein Anteil von Heiersdorf (Hoyersdorf) sowie die Tochterkirche in Franken. Am 13. Dezember 1525 starb Anna „Gratiosa“ von Schönburg, wodurch das Leibgedinge und der Witwensitz Ziegelheim mit den dazugehörigen Dörfern an das Haus Schönburg zurück fielen. Ziegelheim war 45 Jahre im Besitz der Anna von Schönburg.

### Das Gericht Ziegelheim unter schönburgischer Herrschaft
Da es sich bei der Grundherrschaft Ziegelheim um kursächsisches Lehen handelte, blieb dem Schönburgern eine Zusammenführung mit ihren reichsunmittelbaren Schönburgischen Herrschaften verwehrt. Da Ziegelheim ein altschriftsässiges Rittergut war, besaß der Grundherr die Ober- und Erbgerichtsbarkeit über seine Untertanen. Der Dingstuhl Ziegelheim umfasste die Orte Ziegelheim mit einem Gut in Frohnsdorf und zwei Gütern in Heiersdorf (historisch als Hoyersdorf bzw. Heuersdorf bezeichnet), Thiergarten, Uhlmannsdorf, Niederarnsdorf und Gähsnitz (sächs. Anteil).
Die Zuordnung der Grundherrschaft Ziegelheim wechselte aufgrund mehrfacher Besitzverschiebungen innerhalb der Familie von Schönburg mehrfach. Im 16. Jahrhundert wurde sie der schönburgischen Herrschaft Waldenburg zugerechnet. Infolge der Erbteilungen innerhalb der Schönburgischen Herrschaften gehörte das Gericht Ziegelheim zur oberen, fürstlichen Linie Schönburg-Waldenburg.
Bei der Erbteilung der oberen Linie Schönburg-Waldenburg im Jahre 1702 wurde die Grundherrschaft Ziegelheim der neu gegründeten schönburgischen Herrschaft Stein zugeschlagen, von der sie im Jahr 1813 jedoch wieder getrennt wurde.
Die Grundherrschaft Ziegelheim besaß keinen Rittersitz, sondern bestand nur in der Lehnsbeziehung und der Abgabe von Zinsen. Daher wurde es als „trockenes Rittergut“ bezeichnet, was sich lediglich in der Summe von grund- und gerichtsherrlichen Befugnissen ohne herrschaftliche Wohn- und Wirtschaftsgebäude ausdrückte. Nach 1813 wurde das Patrimonialgericht Ziegelheim durch das schönburgische Justizamt Remse verwaltet. Die Gerichtsbarkeit des Ritterguts Ziegelheim ging erst mit der Verstaatlichung der Justiz in Sachsen im Jahr 1847 an das Justizamt Remse.

### Ende der Grundherrschaft Ziegelheim
Zwischen dem Königreich Sachsen und dem Haus Schönburg erfolgte im Jahr 1835 eine Neuordnung ihres Verhältnisses. Dabei wurden die unter sächsischer Lehnsherrschaft stehenden schönburg-waldenburgischen Gebiete der Herrschaft Remse mit den Grundherrschaften Tirschheim mit Reichenbach und Ziegelheim unter die Verwaltung des königlich-sächsischen Amts Zwickau gestellt.
Am 25. September 1856 wurden die gerichtlichen Befugnisse der Grundherrschaft Ziegelheim wie auch die der Herrschaft Remse an den sächsischen Staat abgetreten. Die dazugehörigen Orte wurden seitdem bis zur Neuordnung der Verwaltung im Königreich Sachsen im Jahr 1875 durch das Gerichtsamt Remse verwaltet.

### Weitere Entwicklung der politischen Zugehörigkeit bis zur Gegenwart
Ab 1875 gehörten die Orte der einstigen Grundherrschaft Ziegelheim zunächst zur Amtshauptmannschaft Zwickau. Nachdem auf dem Gebiet der Rezessherrschaften Schönburg im Jahr 1878 eine Verwaltungsreform durchgeführt wurde, kamen sie mit dem gesamten ehemaligen Gerichtsamtsbezirk Remse im Jahr 1880 zur neu gegründeten sächsischen Amtshauptmannschaft Glauchau.
Im Jahr 1928 erfolgten ein Gebietsaustausch und eine Grenzbereinigung zwischen dem Freistaat Sachsen und dem Land Thüringen. In dem thüringisch-sächsischen Staatsvertrag vom 7. Dezember 1927 wurden bereits im Vorfeld die Gebiete festgesetzt, die die Länder wechselten (Karte mit den Austauschgebieten). Der Gesetzesentwurf stammt vom 15. März 1928. Dadurch wurden die bisher zu Ziegelheim gehörigen sächsischen Anteile von Frohnsdorf und Heiersdorf, welche als Exklaven von thüringischem Gebiet umschlossen waren, an Thüringen abgegeben und mit den jeweiligen thüringischen Orten im Landkreis Altenburg vereinigt. Im Gegenzug wurden die bisherigen thüringischen Enklaven von Jesenitz mit dem sächsischen Gähsnitz vereinigt.
Am 1. Juli 1950 wurden Uhlmannsdorf und Niederarnsdorf auf sächsischer Seite nach Ziegelheim eingemeindet. Die thüringischen Dörfer Hinteruhlmannsdorf und Heiersdorf wurden am gleichen Tag zur neuen Gemeinde Engertsdorf zusammengeschlossen, der Ortsteil Hinteruhlmannsdorf führt seitdem den an die Gemeinde vergebenen Namen Engertsdorf. Durch die zweite Kreisreform in der DDR kamen die bisher sächsischen Gemeinden Ziegelheim und Gähsnitz im Jahr 1952 zum bisher thüringischen Kreis Altenburg, der mit bisher sächsischen Gebieten zum Bezirk Leipzig vereinigt wurde. Gähsnitz wurde am 1. Januar 1957 und Engertsdorf am 1. Januar 1973 nach Ziegelheim eingemeindet. Die Gemeinde Ziegelheim umfasste damit auch historisch zu Thüringen gehörige Ortsteile.
Am 17. Mai 1990 wurde der Kreis Altenburg in Landkreis Altenburg umbenannt. Zur Wiedervereinigung wurde die Gemeinde Ziegelheim als Teil des Landkreises Altenburg durch das Ländereinführungsgesetz dem wiedergegründeten Land Thüringen zugesprochen. Seit der Thüringer Kreisreform vom 1. Juli 1994 gehört die Gemeinde Ziegelheim zum Landkreis Altenburger Land."
Mit der Eingliederung der Gemeinden Ziegelheim und Frohnsdorf in die Großgemeinde Nobitz am 6. Juli 2018 verschwanden die historischen Grenzen der einstigen Grundherrschaft Ziegelheim gänzlich. Sie sind nun lediglich in der Zugehörigkeit der evangelischen Kirchgemeinden Ziegelheim (mit Uhlmannsdorf und Niederarnsdorf), Oberwiera (mit Gähsnitz) und Niederwiera (mit Heiersdorf)  zur Evangelisch-Lutherischen Landeskirche Sachsens erkenntlich, da das Gebiet wie ein Keil nach Norden in den zur Evangelischen Kirche in Mitteldeutschland gehörigen Kirchenkreis Altenburger Land hinein ragt.

## Zugehörige Orte
- Gähsnitz (sächs. Anteil)
- Niederarnsdorf
- Thiergarten
- Uhlmannsdorf
- Ziegelheim mit den Exklaven Frohndorf (sächs. Anteil) (ein Gut und die Tongrube) und Heiersdorf (sächs. Anteil) (ein Gut und zwei unbebaute Parzellen)